# 卡松古国家公园
卡松古国家公园（Kasungu National Park）是马拉维西部的一座国家公园，在卡松古西部，距马拉维首都利隆圭大约175千米。国家公园面积延伸至赞比亚国界处。
卡松古国家公园建立于1970年，保护区面积2,316 km²，是马拉维面积第二大的国家公园，平均海拔在1,000米以上。

## 动物
卡松古国家公园的主要动物有高角羚、紫貂、杂色马、条纹羚、黑斑羚、斑马、水牛、鬣狗、薮猫、非洲野犬等。